# Museo Provincial de Lugo
El Museo Provincial de Lugo es un museo situado en la ciudad gallega de Lugo (España), fundado por la Diputación Provincial de Lugo en el año 1932.

## Historia
La primera sede del museo se estableció en el Pazo de San Marcos, bajo la dirección de Luis López Martí, contando con varias salas en las que se exponían diferentes materiales arqueológicos, históricos y artísticos. En el año 1957 se decidió cambiar de emplazamiento, ya que el espacio dedicado en su sede original se quedó pequeño debido al continuo incremento de fondos. El lugar elegido fue el antiguo convento de San Francisco, el cual fue remodelado y ampliado por el arquitecto Manuel Gómez Román, quien se inspiró en la estructura de los pazos gallegos para el diseño del nuevo edificio. De las dependencias del convento conserva la cocina, el refectorio (ambos del siglo XVIII) y el claustro (del siglo XV).
El 1 de marzo de 1962 el Museo Provincial de Lugo recibió la declaración de Bien de Interés Cultural. En 1983, el material etnográfico que poseía el Museo se trasladó al Museo etnográfico e histórico de San Paio de Narla en Friol, constituyéndose de este modo en la sección de etnografía del Museo Provincial de Lugo.

## El claustro del antiguo convento de San Francisco

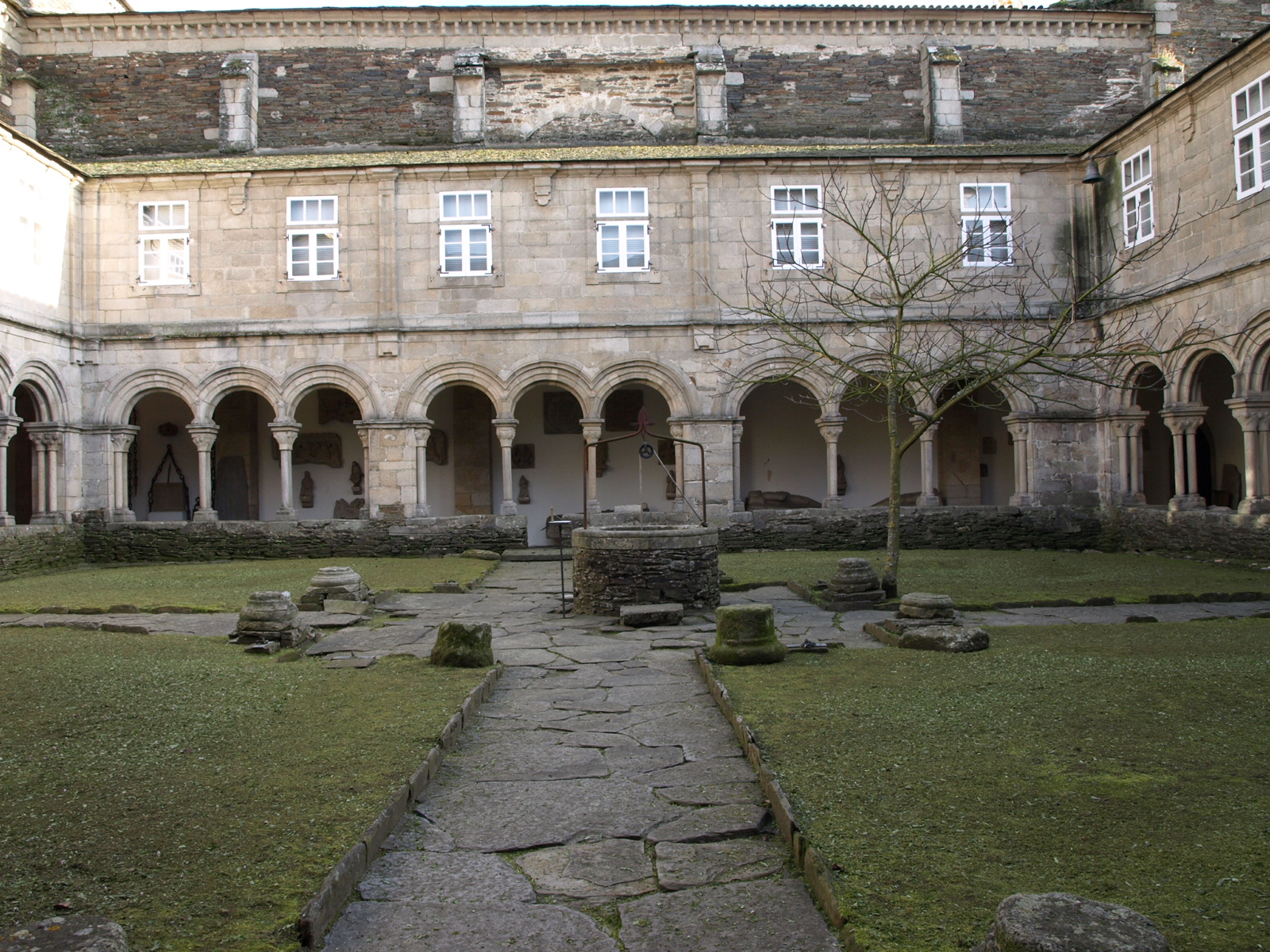
Vista general del claustro del antiguo convento de San Francisco.

El claustro está situado al norte de la iglesia de San Pedro, aunque actualmente forma parte del edificio del Museo Provincial de Lugo, y Marta Pérez Martínez afirmó que es uno de los escasos claustros franciscanos que aún permanecen intactos en la actualidad. Además, fue construido en 1452, según consta en algunas inscripciones colocadas en sus arcos, y en sus lados se hallan expuestas numerosas piezas de arqueología céltica, visigoda, romana, gótica y barroca.
Este claustro, que tiene numerosas semejanzas con el de la catedral de Gerona y con el del monasterio de San Juan de la Peña, ha recibido elogios por parte de numerosos historiadores, y el historiador Vicente Lampérez, como señaló Manuel Vázquez Seijas, afirmó que es un ejemplo «notabilísimo de la arquitectura española», y también que el observador que lo contemple sin conocer los datos sobre su construcción, creerá erróneamente que se halla ante una obra de los siglos XI o XII «aprovechada por los franciscanos» en su convento de Lugo. Y Vázquez Seijas afirmó lo siguiente con respecto a este claustro:

De nuestro claustro, con sus arcadas de columnas monolíticas pareadas, con bases áticas y capiteles de hojas o bichas, ábaco cuadrado, arcos de medio punto, algunos ligeramente deformados, todos sencilla y gruesamente moldurados; sus dobles columnas coronadas con hermosos capiteles de variadas y finas tallas, se aventuró a decir Villa-Amil y Castro, que compite en importancia arqueológica con su iglesia de San Francisco, y que es un monumento tan curioso que no tiene semejante, ni en España ni en el extranjero.

Escudo del conde Pedro Enríquez y de su hijo Fadrique.

En el claustro está colocado el escudo del conde Pedro Enríquez de Castilla, que falleció en 1400 y fue sepultado en el convento de San Francisco, pero como hay constancia de que el claustro fue edificado después de 1450, el escudo del conde debió ser colocado varias décadas después de su muerte. Y en la parte superior del escudo del conde, que fue ya descrito por fray Malaquías de la Vega, aparece un castillo y un león y en la inferior tres o cinco «palos ondeados o vibrados», que tal vez fueran de color azul en campo de plata.
Tanto el conde Pedro Enríquez como su hijo y heredero, Fadrique Enríquez de Castilla, que fue duque de Arjona, utilizaron, al contrario que la mayoría de los nobles, dos escudos de armas diferentes, como señalan varios historiadores, que coinciden al afirmar que en Galicia utilizaban frecuentemente uno en el que aparecía un castillo y un león y los «palos vibrados u ondados» que indicaban la posesión del condado de Trastámara, aunque esto último ha sido cuestionado por algunos autores pero ha quedado demostrado plenamente por otros.
Fuera de Galicia el conde Pedro Enríquez y su hijo utilizaron un «castillo mantelado de leones», que es su escudo más conocido y es idéntico al utilizado por el almirante de Castilla Alfonso Enríquez, que era hermano o hermanastro del conde Pedro, aunque exactamente a la inversa, ya que el del almirante consiste en un león mantelado de castillos.

## Referencias

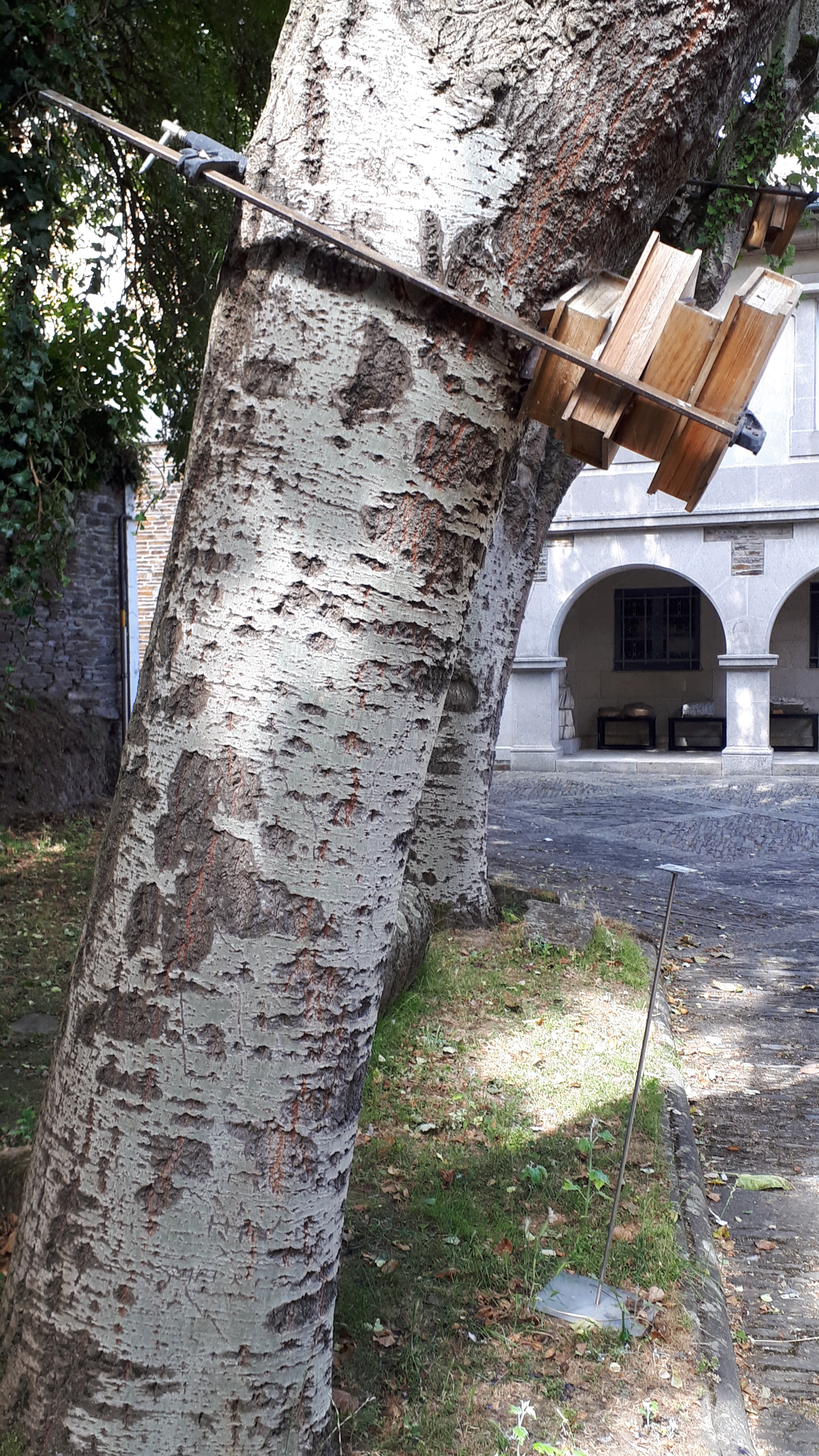
Escultura "Ilustración, Tratado I" de Christian Villamide, en el jardín del Museo.